# پندیک (متروی استانبول)
پندیک (انگلیسی: Pendik) یکی از ایستگاه‌های خط ام۴ متروی استانبول است.
این ایستگاه که در منطقه پندیک قرار دارد در سال ۲۰۱۶ تأسیس شده‌است.